# Gottfried Honnefelder

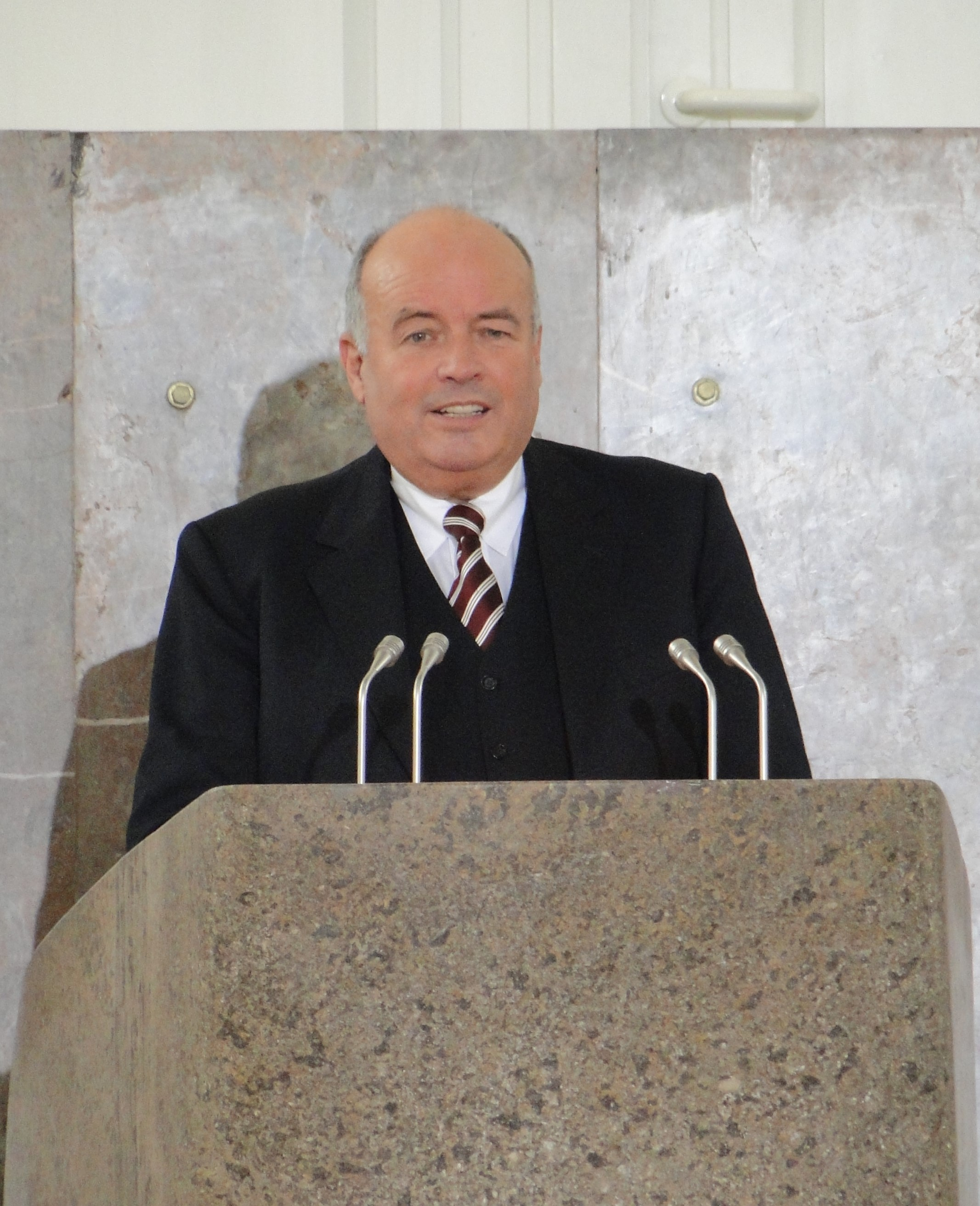
Gottfried Honnefelder, 2009 in der Frankfurter Paulskirche zur Verleihung des Friedenspreises des Deutschen Buchhandels an Claudio Magris

Gottfried Honnefelder (geboren 26. Juni 1946 in Köln) ist ein deutscher Verleger.

## Werdegang
Honnefelder ist Sohn des Hochschullehrers Kurt Honnefelder. Nach Studium der Germanistik und Philosophie sowie Promotion trat er beim Suhrkamp Verlag ein. Von 1979 bis 1996 war er Geschäftsführer der Verlagsgruppe. Zusammen mit Siegfried Unseld gründete er den Deutschen Klassiker Verlag als Tochterunternehmen des Insel Verlags. Von 1997 bis 2006 war Honnefelder geschäftsführender Gesellschafter des DuMont Buchverlages in Köln. 2006 übernahm  er die Leitung des Verlags Berlin University Press.
1996 wurde Honnefelder zum Mitglied des Stiftungsrats für den Friedenspreis des Deutschen Buchhandels berufen. Von 2006 bis zum Abschluss der Frankfurter Buchmesse 2013 war er Vorsteher des Börsenvereins des deutschen Buchhandels. Er ist Honorarprofessor in der Abteilung für Neuere deutsche Literatur am Institut für Germanistik, Vergleichende Literatur- und Kulturwissenschaft der Rheinischen Friedrich-Wilhelms-Universität Bonn.

## Ehrungen
- 2012: Verdienstkreuz 1. Klasse[2] der Bundesrepublik Deutschland